# Ku Klux Klan
Ku Klux Klan (/ˌkuː klʌks ˈklæn, ˌkjuː-/), thường được gọi là KKK hoặc Klan, là một nhóm thù ghét của những người Mỹ da trắng, có mục tiêu chính là người Mỹ gốc Phi. Ku Klux Klan đã tồn tại ở ba thời kỳ khác nhau tại các thời điểm khác nhau trong lịch sử Hoa Kỳ. Mỗi giai đoạn của tổ chức này đã ủng hộ các lập trường cực đoan khác nhau nhưng nhìn chung, các lập trường này là "kim chỉ nam" của KKK như: chủ nghĩa dân tộc trắng, chống nhập cư, phân biệt chủng tộc và đặc biệt là trong các lần lặp lại sau này - Chủ nghĩa Bắc Âu  và chủ nghĩa chống Công giáo. Trong giai đoạn Klan đệ nhất thì các thành viên của tổ chức này đã sử dụng khủng bố và bạo lực để chống lại những người da đen tham gia hoạt động chính trị và cả những người da trắng theo đảng Cộng hòa hay ủng hộ cộng đồng da màu ở các bang miền Nam nước Mỹ (địa bàn của KKK) vào cuối những năm 1860 cho đến khi bị chính phủ Hoa Kỳ thẳng tay đàn áp vào năm 1872. Tất cả ba phong trào đều kêu gọi "thanh lọc" xã hội Mỹ và tất cả đều được coi là các tổ chức cực đoan cánh hữu. Trong mỗi thời đại, tư cách thành viên Klan là bí mật và ước tính tổng số thành viên đã bị cả bạn bè và kẻ thù của tổ chức này cường điệu hóa lên.
Klan đầu tiên phát triển mạnh ở miền Nam Hoa Kỳ vào cuối những năm 1860 trong Giai đoạn Tái thiết, sau đó chết dần vào đầu những năm 1870. Nó đã tìm cách lật đổ các chính phủ nhà nước Cộng hòa ở miền Nam, đặc biệt là bằng cách sử dụng bạo lực chống lại các nhà lãnh đạo người Mỹ gốc Phi. Mỗi chi nhánh đều được tự chủ và rất bí mật về tư cách thành viên cũng như kế hoạch hành động. K.K.K đệ nhất chính thức chìm vào quên lãng khi chúng bị chính quyền Hoa Kỳ dập tắt hoạt động vào năm 1872, thông qua thực thi pháp luật liên bang. Các thành viên của tổ chức này tự làm trang phục, thường có nhiều màu sắc trên nền trắng: áo choàng trắng có vòng tròn màu đỏ (Clan-Klan) với cây thánh giá màu trắng và giọt máu đỏ ở giữa cây thánh giá (tình huynh đệ gắn kết như giọt máu bên trong cơ thể-brotherhood-kyklos-Ku Klux (tiếng Hi Lạp)), mặt nạ và mũ hình chóp khoét mắt, tất cả cũng đều màu trắng, được thiết kế để trở nên đáng sợ hơn và để che giấu danh tính của họ.
Thời kỳ thứ hai bắt đầu với quy mô nhỏ ở bang Georgia vào năm 1915. KKK đệ nhị trở lên lớn mạnh trên toàn nước Mỹ trong thập niên 1920 và thập niên 1930. "Địa bàn" hoạt động chính của 3K bao gồm các khu vực đô thị ở các bang thuộc miền Trung Tây, Tây và Nam Hoa Kỳ. Lấy cảm hứng từ bộ phim câm chính kịch-sử thi của DW Griffith, The Birth of a Nation, côngchiếu năm 1915, đã thần thoại hóa việc thành lập Klan thời đầu, nó sử dụng các kỹ thuật tiếp thị và một cấu trúc tổ chức huynh đệ phổ biến. Bắt nguồn từ các cộng đồng Tin lành địa phương, nó tìm cách duy trì quyền lực tối cao, thường có lập trường ủng hộ Cấm rượu, chống lại người Công giáo, người Do Thái, người da màu, người nhập cư,... đồng thời luôn thể hiện sự phản đối với quyền lực chính trị được cho là của Giáo hoàng và Giáo hội Công giáo ở Hoa Kỳ. 3K đệ nhị tự tổ chức và phân bổ tài chính cho các hoạt động của tổ chức. Nguồn tiền hoạt động của hội đến từ phí gia nhập hội và phí mua trang phục tiêu chuẩn. Các thành viên của K.K.K đệ nhị trước khi nhập hội thì bắt buộc phải đóng 2 khoản phí này. Hội này không thu lệ phí theo kì hạn như các hội kín khác. Nó đã sử dụng những từ K tương tự như những từ được sử dụng bởi Klan đầu tiên. Chúng thường xuyên thực hiện những nghi thức như: đốt thánh giá, hò hét, diễu hành, bạo lực để đe dọa các đối tượng mà chúng thù ghét. K.K.K đệ nhị nhanh chóng suy giảm trong nửa cuối thập niên 1930, và đi tới chấm dứt vào giữa thập niên 1940 trước hàng loạt các biến động xảy ra với nước Mỹ vào thời điểm đó.
Giai đoạn thứ ba và hiện tại của KKK xuất hiện sau năm 1950, dưới hình thức các nhóm địa phương hóa và độc lập sử dụng tên KKK. Các nhóm này đã tập trung vào việc phản đối phong trào dân quyền, thường sử dụng bạo lực và giết người để đàn áp các nhà hoạt động. Nó được Liên đoàn Chống phỉ báng (ADL) và Trung tâm Luật Nghèo miền Nam (SPLC) phân loại là một nhóm thù hận. Tính đến  năm 2016, trong khi Liên đoàn Chống phỉ báng đưa tổng số thành viên KKK trên toàn quốc vào khoảng 3.000 thành viên, thì Trung tâm Luật Nghèo đói miền Nam đưa ra con số là vào khoảng 6.000 thành viên.
Các giai đoạn phát triển thứ hai và thứ ba của Ku Klux Klan thường xuyên nhắc đến dòng máu " Anglo-Saxon " của Mỹ, quay trở lại với chủ nghĩa bản địa của thế kỷ 19. Mặc dù các thành viên của KKK thề sẽ đề cao đạo đức Kitô giáo, nhưng hầu như mọi giáo phái Kitô giáo ở Mỹ đều đã chính thức lên án KKK và một số cha xứ Tin lành người Mỹ còn coi tổ chức này là khủng bố.

## 3 Klan

### Sự hình thành của KKK
KKK đầu tiên được thành lập ở Pulaski, bang Tennessee trong khoảng thời gian từ tháng 12 năm 1865 đến tháng 8 năm 1866 bởi 6 cựu sĩ quan của quân đội Liên minh Miền Nam ủng hộ chế độ nô lệ là: Frank McCord, Richard Reed, John Lester, John Kennedy, J. Calvin Jones và James Crowe. Ban đầu, KKK là một câu lạc bộ xã hội được lấy cảm hứng từ tổ chức "Những đứa con của Marta" (Sons of Marta) trước đó. Những trò nhập môn, truyền đạo, khai tâm kệch cỡm, lố bịch của KKK cũng được lấy cảm hứng từ SoM. Tên gọi được tạo nên bởi sự kết hợp giữa một từ trong tiếng Hy Lạp là kyklos (hình tròn) với từ clan (đoàn, nhóm...)". Cái tên này còn mang ý nghĩa là "Vòng tròn của những người anh em".

### Hội viên
Trong một cuộc phỏng vấn báo chí năm 1868, Bedford Forrest đã tuyên bố hùng hồn rằng Klan là một tổ chức rộng lớn trải khắp Liên bang, với hơn 550.000 hội viên và rằng ông ta không phải là hội viên của Klan, mà ông chỉ bày tỏ sự ủng hộ đối với sứ mệnh của họ và chung sức cùng cộng tác với họ để hoàn thành sứ mệnh đó mà thôi. Và chính ông có thể tập hợp được 4 vạn hội viên Klan mà chỉ cần báo trước 5 ngày.
Mặc dù Klan nói rằng nó chỉ có những hội viên là "công dân có tư cách", những người da trắng, nhưng trên thực tế thì không hoàn toàn như vậy. Hội viên của Klan mang rất nhiều đặc điểm khác nhau, nó không phải là một thể thống nhất, mà như lời phát biểu của nhà sử học Elaine Frantz Parsons thì khi: "cởi bỏ cái mặt nạ trên đầu Klan đi thì đã để lộ một vẻ hỗn loạn, với vô số các hội viên của các nhóm bài da đen, những người nông dân da trắng nghèo bất mãn, những tàn quân du kích thời chiến, những người đàn ông trẻ tuổi, những kẻ bạo dâm (sadist), những tên hiếp dâm, những công nhân da trắng luôn lo sợ sự cạnh tranh từ những đồng nghiệp da đen, những tên trộm vặt vãnh... và thậm chí cả những đảng viên đảng Cộng hòa da trắng..."

### Các hoạt động của Klan

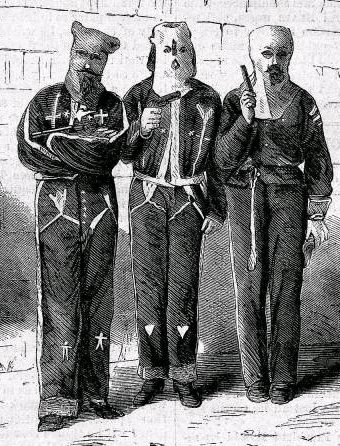
Những thành viên Ku Klux Klan tại Mississippi

Klan đầu tiên đã tiến hành nhiều hoạt động chống lại việc giải phóng nô lệ, cũng như chống lại việc tái thiết liên bang. Nó nhanh chóng tham gia vào các hoạt động với chủ trương hoạt động vũ trang, sử dụng bạo lực. Trong thời kỳ tái thiết sau nội chiến các hội viên của KKK đã tham gia vào việc giết hại hơn 150 người Mỹ gốc Phi ở một hạt thuộc bang Florida.

### Ảnh hưởng chính trị
Tuy không có được cơ cấu tổ chức thật hoàn chỉnh, nhưng Klan thứ nhất đã được rất nhiều người biết tới nhờ danh tiếng của nó. Điều này còn được nâng lên rất nhiều bởi những kiểu trang phục lạ lùng, kỳ dị và những hoạt động hết sức liều lĩnh và rất dã man của nó.
Trong thời kỳ này Klan đã có nhiều hoạt động để từ đó mang đến cho nó nhiều danh tiếng trong chính trị, đó là các hoạt động chống bãi nô, chống người nhập cư... Những hoạt động này đã kéo theo sự ủng hộ của một bộ phận không nhỏ công chúng, thậm chí là cả sự ủng hộ của các đảng viên Cộng hòa, các chính trị gia...

### Sự suy tàn
Trên thực tế thì Klan đầu tiên đã không được tổ chức tốt, nó chưa thực sự là có một cơ cấu tổ chức hoàn thiện. Klan giống như một hội bí mật hay là một hội nhóm "vô hình". Hội kín này không có một danh sách chính xác về các hội viên cũng như không có chế độ trả lương, thưởng cho hội viên. Nó không có lấy những phương tiện đi lại cốt yếu, không báo chí, không có người phát ngôn, không tăng hội, không có các hội sở ở địa phương, không có văn phòng chính thức...
Klan đầu tiên đã đi vào giai đoạn suy tàn từ năm 1868 cho đến 1870. Và hội kín này đã chính thức bị xóa sổ vào đầu thập niên 1870 bởi đạo luật quyền dân sự năm 1871 (Civil Act of 1871), thường được biết đến như là "Đạo luật Ku Klux Klan". Đạo luật do Benjamin Franklin Butler soạn thảo và năm 1871 đã được Tổng thống Ulysses S. Grant ký thông qua.

## Klan thứ hai

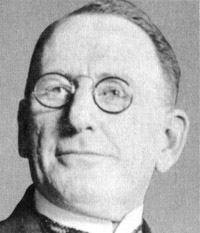
William Joseph Simmons thành lập Ku Klux Klan thứ hai vào năm 1915

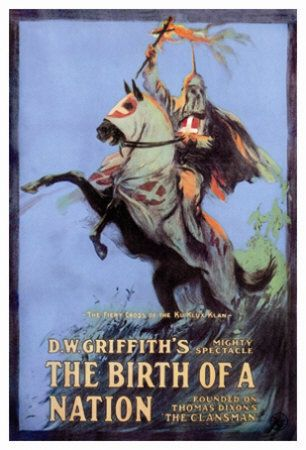
Áp-phích quảng cáo cho bộ phim The Birth of a Nation

### Sự tạo lập
Klan thứ hai được William Joseph Simmons chủ lực tạo lập nên vào năm 1915. Sự tạo lập năm 1915 này là của một nhóm gồm nhiều người khác nhau, họ đã sử dụng cùng một cái tên đã được truyền cảm hứng bởi sức mạnh mới được tìm ra của các phương tiện truyền thông đại chúng hiện đại, mới xuất hiện.
Trong năm này đã có 3 sự kiện liên hệ mật thiết tới việc hình thành Klan thứ 2 đó là:
- Bộ phim The Birth of a Nation đã huyền thoại hóa và tô điểm cho Klan đầu tiên.
- Leo Frank, một người Do Thái đã bị buộc tội hiếp dâm và giết chết một cô gái trẻ người da trắng là Mary Phagan, và đã bị hành quyết.
- Ku Klux Klan thứ hai được tạo lập với chương trình chống người nhập cư và bài Do Thái mới.

Phần lớn trong số những người tạo lập nên Klan thứ hai đều đến từ một tổ chức tự xưng là Những hiệp sĩ vì Mary Phagan và một tổ chức mới đã đấu tranh phản đối phiên bản hư cấu của Klan nguyên thủy trong bộ phim The Birth of a Nation.

### Hội viên
Klan thứ hai đã tổ chức các hội viên với một cấu trúc chính thể hoàn thiện. Với cấp độ cao nhất là cấp quốc gia, hay cấp Liên bang, và các cấp tiểu bang, địa phương dưới đó.
Với cấu trúc hoàn chỉnh, có chỉ đạo tổng thể, Klan đã trả lương cho hàng ngàn hội viên để tổ chức nên các nghiệp đoàn địa phương bao trùm lên toàn Liên bang. Hàng triệu người đã xin gia nhập vào Klan thứ hai và tại thời kỳ hoàng kim của nó, trong thập niên 1920 hội kín này đã có số hội viên lên tới 15% "dân số có tư cách" của toàn Liên bang. (nation's eligible population), xấp xỉ 4 - 5 triệu người. Chia rẽ nội bộ, những hành vi phạm pháp luật của những người lãnh đạo và sự chống đối công khai giữa các thành viên trong hội, đã được đưa ra khoảng 30,000 vụ vào năm 1930. Tổ chức đã tàn lụi dần trong những năm 1940.

### Hoạt động và ảnh hưởng chính trị
KKK rao giảng về thuyết "chủ nghĩa Mỹ 100%" và yêu cầu thanh lọc nền chính trị, kêu gọi các giá trị đạo đức nghiêm ngặt và thi hành tốt hơn lệnh cấm sản xuất, vận chuyển và buôn bán đồ uống có cồn. Chính sách tuyên truyền chính thức của nó tập trung vào việc đe dọa Giáo hội Công giáo, sử dụng thuyết bài Công giáo và thuyết chủ nghĩa địa phương, cho rằng công dân sinh ra ở địa phương ưu việt hơn người nhập cư.
Lời kêu gọi của phong trào KKK thứ hai nhằm vào người theo đạo Tin lành da trắng. Phong trào này chống đối người da đen, người Công giáo, người Do Thái và những người nhập cư từ Nam Âu, chẳng hạn như người Ý.
Một số nhóm địa phương đe dọa bạo lực chống lại những người buôn lậu rượu và những người phạm các tội ác đạo đức nghiêm trọng. Các vụ bạo lực do KKK gây ra chủ yếu diễn ra ở các bang miền Nam.

## Klan ngày nay
Ngày nay, hội KKK được cho là đã kết thúc, mặc dù vẫn tồn tại một số hoạt động của các nhóm lẻ tẻ.
Một cựu thành viên của KKK, cũng là người duy nhất đang làm việc cho Chính phủ liên bang Mỹ là Robert Byrd từ West Virginia. Ông này nói ông hối hận sâu sắc vì đã tham gia 3K gây nên một sự kiện tại Greensboro, vào chủ nhật ngày 3.11.1979, lực lượng công nhân lao động trong vùng tổ chức diễu hành chống nạn phân biệt chủng tộc. Một đoàn 9 chiếc xe dừng lại trước đoàn biểu tình, khoảng 40 tên thành viên 3K lao ra bắn xối xả trong vòng 1 phút khiến 5 công nhân chết tại chỗ và hàng chục người bị thương nặng. Những phiên tòa sau đó đều xử trắng án cho 40 tên với những lời biện hộ như "Các bị cáo thể hiện lòng yêu nước cao độ: Họ tiễu trừ cộng sản tại Bắc Carolina", gây nên làn sóng phẫn nộ trong dư luận Mĩ.